# Kaple Navštívení Panny Marie (Rataje)
Kaple Navštívení Panny Marie je barokní venkovská kaple na návsi v Ratajích, části obce Těšetice. Kaple zde stojí od roku 1743 a rekonstrukcí prošla začátkem 21. století. V roce 1998 byla prohlášena Ministerstvem kultury kulturní památkou. Jedná se o prostou stavbu čtvercového půdorysu, střecha je zakončena osmibokým sanktusníkem.